# Юльг, Бернгард
Бернгард Юльг (нем. Bernhard Jülg; 1825—1886) — немецкий филолог; был профессором во Львове, Кракове и Инсбруке.

## Труды
- «Die Märchen des Siddhi-kür» (Лейпциг, 1866),
- «Mongol. Märchen» (Инсбрук, 1867)
- «Mongol. Märchensammlung, mongolisch und deutsch» (Инсбрук, 1868)
- немецкий перевод «Mongol. Märchen» (Инсбрук, 1868)
- «Ueber Wesen und Aufgabe der Sprachwissenschaft» (Инсбрук, 1868)
- «Die griech. Heldensage im Widerschein bei den Mongolen» (Лейпциг, 1869)
- «On the present state of Mongolian researches» (Лондон, 1882)